# Trettonåriga kriget
Det Trettonåriga kriget (tyska: Dreizehnjähriger Krieg; polska: Wojna trzynastoletnia), är benämningen på kriget under åren 1453 till 1466 mellan kungadömet Polen och Tyska orden. Kriget utbröt när Preussiska förbundet, ett förbund av 19 upproriska städer i Ordensstaten, bl.a. Gdańsk och Toruń, begärde Polens väpnade bistånd mot Tyska ordens militära och feodala dominans samt begärde att få införlivas i det polska riket för att få ta del av rikets fri- och rättigheter. Kriget slutade med Freden i Toruń 1466. Ordensstaten besegrades och delades, så att dess västra delar tillföll Polen och de östra blev en polsk vasall.